# بلو ماونتن، میسیسیپی
بلو ماونتن (به انگلیسی: Blue Mountain) شهرکی در ایالت میسیسیپی کشور ایالات متحده آمریکا است که جمعیت آن در سرشماری سال ۲۰۱۰ میلادی، ۹۲۰
نفر بوده‌است.